# John Kay (musicista)
(Born to Be Wild, Steppenwolf)
John Kay, nato Joachim Fritz Krauledat (Tilsit, 12 aprile 1944), è un cantautore, chitarrista e armonicista canadese rock, noto soprattutto come fondatore e leader del gruppo musicale Steppenwolf.

## Biografia
Nato nel 1944 in Prussia Orientale emigrò successivamente in Canada. Nel 1948, la madre di Kay fuggì con il figlio dalla Germania dell'Est ad Hannover; Kay avrebbe in seguito narrato questo episodio nei brani Renegade (dall'album Steppenwolf Seven) e The Wall (Rise and Shine). Ancora giovanissimo, in Europa, Kay iniziò ad appassionarsi alla musica rock and roll ascoltando le trasmissioni della American Forces Network (l'emittente radiofonica delle forze armate statunitensi). Nel 1958, i Krauledat emigrarono in Canada.
Kay iniziò la propria carriera musicale all'età di 17 anni, suonando in gruppo blues rock e folk chiamato The Sparrow, con cui ebbe un discreto successo esibendosi nella zona di Yorkville (Toronto). Nel 1967, si trasferì a San Francisco, formando il gruppo a cui sarebbe rimasto legato per il resto della sua carriera artistica, gli Steppenwolf. Con il nuovo gruppo, Kay iniziò a perlustrare nuove soluzioni stilistiche, più vicine all'hard rock e all'heavy metal. Gli Steppenwolf ebbero un grande successo a livello internazionale, producendo brani come Born to Be Wild, Magic Carpet Ride, Monster, The Pusher. Due di questi brani (Born to Be Wild e The Pusher) divennero ancora più celebri quando furono scelti per la colonna sonora del film Easy Rider del 1969. Born to Be Wild, in particolare, è considerato uno dei grandi classici del rock (tra l'altro, proprio alle parole di questa canzone si fa in genere risalire l'origine dell'espressione "heavy metal").
Oltre al lavoro con gli Steppenwolf, Kay ha realizzato (a partire dal 1972) anche una serie di album solisti.
Nel 2004 è stato incluso nella Canada's Walk of Fame.
Kay soffre di una forma congenita di acromatopsia, un difetto della vista che causa, tra l'altro un totale daltonismo e ipersensibilità per la luce; a questo si devono gli occhiali da sole che fanno da sempre parte della sua immagine.

## Discografia
Per la discografia con gli Steppenwolf, vedi la voce relativa
- Forgotten Songs and Unsung Heroes (1972)
- My Sportin' Life (1973)
- All in Good Time (1978)
- Lone Steppenwolf (1987, raccolta)
- Lost Heritage Tapes (1997, inciso nel 1978)
- Heretics and Privateers (2001)
- John Kay & Friends (2004)
- Tighten Up Your Wig - Best Of John Kay and the Sparrow (1993, raccolta)
- John Kay and the Sparrow (2001, raccolta)